# Nigel Shadbolt
 (juillet 2020).
Si vous disposez d'ouvrages ou d'articles de référence ou si vous connaissez des sites web de qualité traitant du thème abordé ici, merci de compléter l'article en donnant les références utiles à sa vérifiabilité et en les liant à la section « Notes et références ».
Niggel Shadbolt ou Sir Nigel Richard Shadbolt est un chercheur britannique interdisciplinaire, cofondateur de l'Open Data Institute, né le 9 avril 1956.
Il est le principal du Jesus College à l'université d'Oxford.